# Maria Saarni
Maria Helena Saarni, geb. Selin, (* 8. September 1977 in Helsinki) ist eine finnische Eishockeyspielerin, die zuletzt für Harjun Kiekko in der zweitklassigen Naisten Mestis aktiv war.

## Karriere
Maria Saarni, geborene Selin, begann ihre Karriere bei Karhu-Kissat, ehe sie in den 1990er Jahren zu Kiekko-Espoo wechselte und für Kiekko in der Naisten SM-sarja spielte. 1996 wurde sie für die Europameisterschaft nominiert und gewann mit der finnischen Nationalmannschaft die Bronzemedaille. Zwei Jahre später, bei den Olympischen Winterspielen 1998 in Nagano, gewann sie die olympische Bronzemedaille. 1998 nannte sich Kiekko-Espoo in Espoo Blues um.
Mit den Blues gewann Saarni 1999 und 2000 jeweils die finnische Meisterschaft, zudem zwei weitere Bronzemedaillen bei den Weltmeisterschaften 1999 und 2000. Nach diesen Erfolgen wechselte sie zu den Jyväskylän Hockey Cats, für die sie in der Saison 2000/01 in der SM-sarja aktiv war. Anschließend war sie bis 2009 inaktiv, ehe sie zwischen 2009 und 2011 für LoKV auflief.
Ihre zunächst letzte Station war der 2014 gegründete Verein Harjun Kiekko, für den sie in der Saison 2016/17 in der Naisten Mestis aktiv war.

## Erfolge und Auszeichnungen
- 1996 Bronzemedaille bei der Europameisterschaft
- 1998 Bronzemedaille bei den Olympischen Winterspielen
- 1999 Finnischer Meister mit den Espoo Blues
- 1999 Bronzemedaille bei der Weltmeisterschaft
- 2000 Finnischer Meister mit den Espoo Blues
- 2000 Bronzemedaille bei der Weltmeisterschaft

## Karrierestatistik
(Legende zur Spielerstatistik: Sp oder GP = absolvierte Spiele; T oder G = erzielte Tore; V oder A = erzielte Assists; Pkt oder Pts = erzielte Scorerpunkte; SM oder PIM = erhaltene Strafminuten; +/− = Plus/Minus-Bilanz; PP = erzielte Überzahltore; SH = erzielte Unterzahltore; GW = erzielte Siegtore; 1 Play-downs/Relegation; Kursiv: Statistik nicht vollständig)